# L'Histoire de Jack Rose
Pour les articles homonymes, voir Jack Rose et Rose.
 (février 2023).
Si vous disposez d'ouvrages ou d'articles de référence ou si vous connaissez des sites web de qualité traitant du thème abordé ici, merci de compléter l'article en donnant les références utiles à sa vérifiabilité et en les liant à la section « Notes et références ».
L'Histoire de Jack Rose est une émission de radio créée en 2005 par Bertrand Bichaud (auteur) et Jean-Baptiste Roumens (producteur).
C'est un feuilleton qui raconte la vie, "les coups de cœur et les coups de blues" de Jack Rose, un homme attachant amateur de jazz et de blues.  
L'une des grandes originalités de cette émission réside dans le fait que Jack Rose n'apparaît jamais au premier plan puisqu'il est raconté par son meilleur ami. 
L'histoire de Jack Rose a été diffusée en Suisse, sur  La 1re, entre 2005 et 2014 et compte plus de 250 épisodes. En France, c'est France Musique qui a diffusé l'émission tous les jours, le temps d'un été, en 2005.     
L'émission a reçu de nombreux invités pour parler de leur passion pour le Jazz et le blues, parmi lesquels Jean-Pierre Marielle, Thomas Dutronc, André Manoukian...

## L'équipe
L'auteur des textes, Bertrand Bichaud est aussi l'animateur de "Pour un oui, pour un son" une émission d'interviews également diffusée sur La 1re et dans laquelle il reçoit tous les étés de nombreuses personnalités comme Zabou Breitman, Jean-Claude Carrière, Jean-Marie Périer...
La voix de l'émission, celle du comédien Benoît Allemane, est présente dans "Les Guignols" et "Groland" sur Canal + et pour de nombreux doublages pour le 7e art. Au cinéma, on peut l'entendre comme doubleur officiel de Morgan Freeman dans "Les évadés" (Frank Darabont, 1994), "Lucy" (Luc Besson, 2014)... En 2006, Benoît Allemane donne la réplique à Claude Brasseur dans "L'oncle de Russie", le dernier film de Francis Girod. 
Une voix féminine est également présente dans l'émission. C'est celle de Luna Sentz a qui l'on doit la signature des publicités pour Nina Ricci, Guerlain, Mont Blanc... 